# Ascogaster punctata
Ascogaster punctata är en stekelart som beskrevs av Szepligeti 1914. Ascogaster punctata ingår i släktet Ascogaster och familjen bracksteklar. Inga underarter finns listade.